# 拿騷-錫根的朱麗安娜
拿騷-錫根的朱麗安娜（荷蘭語：Juliana van Nassau-Siegen，1587年9月3日—1643年2月15日），黑森-卡塞爾伯爵夫人，拿騷-錫根伯爵揚七世的女兒。

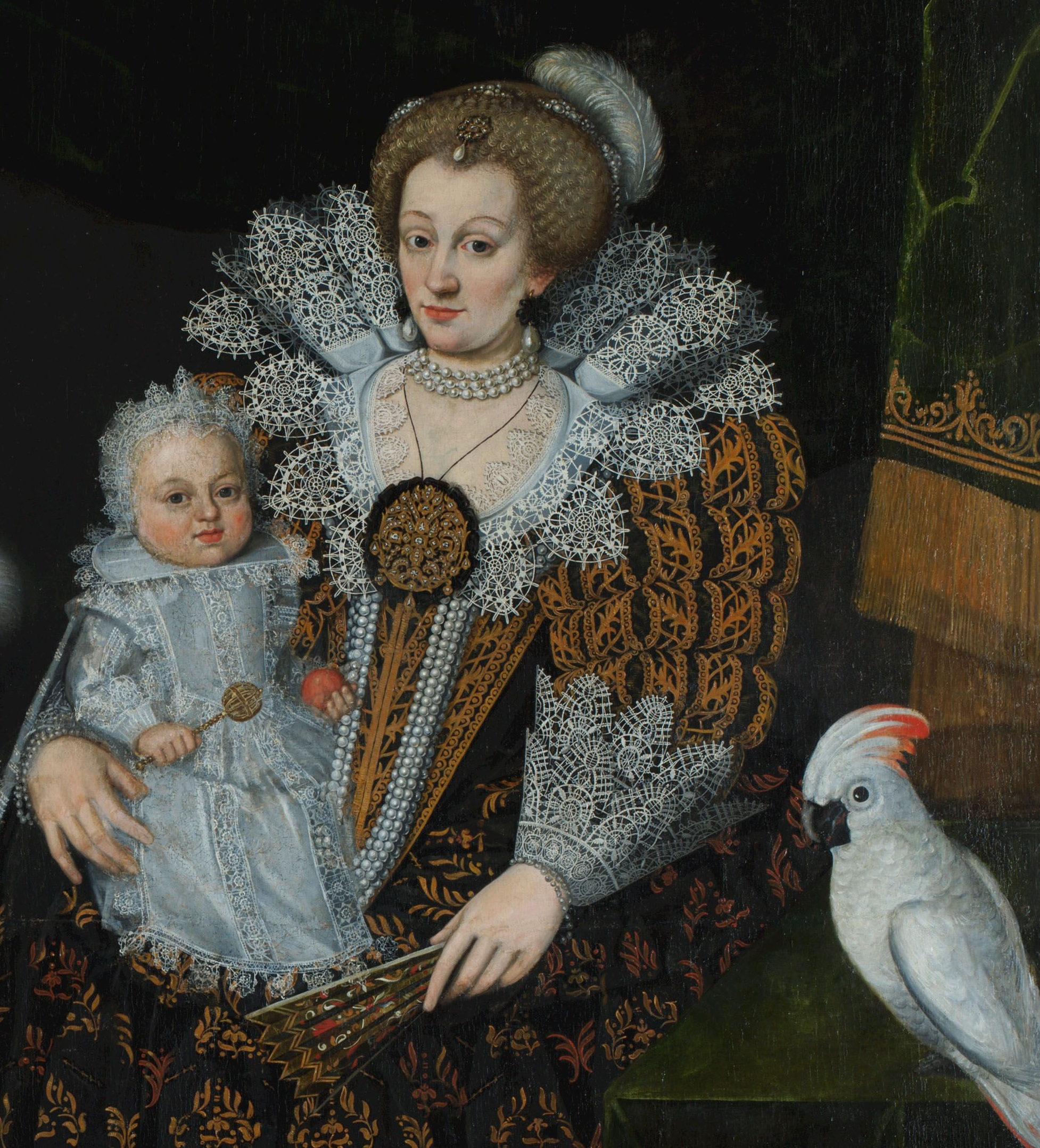

## 家庭
1603年，朱麗安娜與黑森-卡塞爾伯爵莫里茲結婚，兩人共有3子2女：
1. 阿格尼絲（英语：Agnes of Hesse-Kassel）（1606年—1650年）
2. 赫爾曼（1607年—1658年）
3. 索菲（英语：Landgravine Sophie of Hesse-Kassel）（1615年—1670年）
4. 腓特烈（1617年—1655年）
5. 恩斯特（1623年—1693年）